# Antonio Torres Orduña
Antonio Torres Orduña, né à Benissa (province d'Alicante) en 1848 et mort dans la même ville le 29 août 1915, est un propriétaire terrien et homme politique espagnol de la Restauration.

## Biographie
Neveu de Joaquín Orduña, « le cacique de Guadalest », il était l'un des principaux propriétaires terriens de Benissa et Pego.
Il étudia le droit à l'université de Valence.
Dirigeant du Parti conservateur de la comarque de La Marina, il fut maire de Benissa entre 1877 et 1882, cinq fois député au Congrès puis sénateur.